# Kingdom Hearts (jogo eletrônico)
Kingdom Hearts (キングダムハーツ, Kingudamu Hātsu) é um jogo eletrônico RPG de ação desenvolvido e publicado pela SquareSoft.[carece de fontes?] É o primeiro título da série Kingdom Hearts, o resultado de uma colaboração entre a SquareSoft e a The Walt Disney Company, tendo sido lançado exclusivamente para o PlayStation 2 em março de 2002 no Japão, setembro de 2002 na América do Norte e novembro de 2002 na Europa. O jogo combina personagens e cenários dos filmes da Disney com personagens da série Final Fantasy da SquareSoft. A história segue Sora e sua luta contra as forças da escuridão. Ele é acompanhado em sua jornada por Pato Donald, Pateta e outros personagens clássicos da Disney.

## Jogabilidade
O principal grupo de batalha consiste em três personagens: Sora, o Pato Donald e Pateta. Sora é controlado diretamente pelo jogador a partir de um ângulo de câmera na terceira pessoa. Todos os outros membros do grupo são controlados pelo computador, embora o jogador possa personalizar seu comportamento até certo ponto através do menu de pausa. Donald e Pateta compõem o grupo na maioria das áreas, mas em quase todos os níveis apresentam um personagem que pode substituí-los. Por exemplo, Jack Skellington pode participar da festa de Sora na cidade de Halloween, mas não pode acompanhar o jogador em outro lugar. Em alguns mundos, o grupo muda de aparência, possui habilidades únicas para esse mundo ou para os dois; os personagens podem voar em Neverland, adquirir formas aquáticas em Atlantica que lhes permitem sobreviver debaixo d'água e ganhar fantasias de Halloween na cidade de Halloween para se misturar com os habitantes locais.
Como nos jogos tradicionais de RPG, Kingdom Hearts apresenta um sistema de pontos de experiência que determina o desenvolvimento do personagem. À medida que os inimigos são derrotados, os personagens ganham experiência e se tornam mais fortes, ganhando acesso a novas habilidades. Por outro lado, ao contrário de outros jogos desse tipo, Kingdom Hearts permite um certo grau de personalização no desenvolvimento de personagens através de um breve tutorial encontrado no início do jogo. O tutorial permite que o jogador selecione um dos três atributos principais - força, defesa ou magia - para Sora se destacar e um se faltar. Ao escolher certas opções, o jogador pode manipular como Sora aprende habilidades, cresce estatisticamente e ganha níveis. Donald, Pateta e quaisquer outros membros adicionais do partido recebem áreas de força específicas desde o início. Donald se destaca em magia, enquanto Pateta se destaca em defesa e ataques especiais.
O jogo progride linearmente de um evento da história para o próximo, geralmente apresentado como uma cena, embora existam inúmeras missões secundárias disponíveis que fornecem benefícios aos personagens. Os jogadores também podem escolher a ordem em que abordam algumas áreas. A maior parte da jogabilidade ocorre em mapas de campo interconectados, onde as batalhas ocorrem. O combate em Kingdom Hearts ocorre em tempo real e envolve pressionar os botões para iniciar ataques do personagem na tela. Um menu de ação, semelhante ao encontrado nos jogos Final Fantasy, encontrado na parte inferior esquerda da tela, oferece outras opções de combate, como o uso de itens e magia, embora os jogadores também possam atribuir magias selecionadas que podem ser usadas instantaneamente enquanto pressiona o botão do ombro . À medida que os jogadores progridem no jogo, eles podem receber certos personagens da Disney como convocação, como Dumbo e Tinker Bell, cada um com suas próprias habilidades. Há também uma opção sensível ao contexto na parte inferior do menu, geralmente usada para interagir com o ambiente ou realizar ataques especiais. Este menu é manipulado usando o controle analógico direito ou o teclado digital, enquanto o movimento é controlado pelo controle analógico esquerdo, permitindo que o jogador navegue no menu enquanto evita ou se aproxima dos inimigos.

## Personagens

### Principais
- Sora: Protagonista da série, é o menino que foi escolhido pela Keyblade para adquirir poderes especiais. É amigo de Riku, Kairi, Donald e Pateta.
- Donald: Mago de Disney Castle, tem o poder de utilizar magias como o Fire, Blizzard, Thunder, Cure etc. Os seus grandes amigos são Sora e Pateta.
- Pateta: Cavaleiro de Disney Castle, utiliza como arma um escudo. Os seus companheiros de batalha são Sora e Donald.
- Riku: Amigo de Sora e Kairi, que logo após a tempestade, vai para o lado da escuridão em busca de poder para resgatar Kairi.
- Kairi: Amiga de Sora e Riku, que ficou perdida na escuridão após a tempestade e é uma das sete princesas do coração.

### Aliados
São os personagens do universo da Disney que se unem a Sora, Donald e Goofy no combate contra os heartless
- Aladdin:  do mundo de Agrabah.
- Tarzan: do mundo de Deep Jungle.
- Jack Skellington: do mundo de Halloween Town.
- Ariel: do mundo de Atlantica.
- Peter Pan: do mundo de Neverland.
- Beast: do mundo de Hollow Bastion.

### Vilões
- Ansem: É o grande vilão da história, um heartless, e seu objetivo é conquistar o Kingdom Hearts, que é a grande luz que rege todos os mundos.
- Malévola: Do filme A Bela Adormecida, é outra vilã, que junto a Ansem e a outros, captura as princesas, e persuade Riku para o lado das trevas.
- Heartless: São criaturas com corações corrompidos pelas trevas, comandadas por Malificent.
- Jafar: Em Agrabah como Aladdin.
- Hades: Deus do Mundo Inferior em Hércules.
- Oogie Boogie: Na cidade do Halloween.
- Ursula: Roubou a voz da Ariel.
- Capitão Gancho: E o Bando de Piratas na Terra do Nunca.
- Clayton: O Sujeito na Selva como Tarzan.

## Mundos

### Originais
- Destiny Islands, mundo dos protagonistas da série: Sora, Riku e Kairi.
- Traverse Town, uma espécie de "parada", onde realmente começa a aventura. Personagens como Yuffie Kisaragi, Cid Highwind e Aeris de Final Fantasy VII e Squall Leonheart de Final Fantasy VIII aparecem lá.
- Hollow Bastion, local cheio de personagens da Square e o quartel-general de Malévola.
- End of the World, inclui o terminal para ir a outros mundos.
- Disney Castle, terra natal de Donald, Mickey e Pateta.

### Disney
- Wonderland (País das Maravilhas), de Alice no País das Maravilhas (1951).
- Agrabah, de Aladdin (1992).
- Monstro, de Pinóquio (1940).
- Olympus Coliseum (Coliseu Olímpico), de Hércules (1997).
- 100 Acre Wood (Bosque dos 100 Acres), de Ursinho Pooh (1977).
- Atlantica (Atlântida), de A Pequena Sereia (1989).
- Halloween Town (Cidade do Halloween), de O Estranho Mundo de Jack (1993).
- Deep Jungle (Selva Densa) de Tarzan (1999).
- Neverland (Terra do Nunca), de Peter Pan (1953).

## Mangá
Criado e ilustrado por Shiro Amano, conhecido por trabalhar em adaptações de jogos a mangás, com o conceito original de Tetsuya Nomura, publicado em volumes pela editora Bros. Comics EX e, então, reeditado e complementado com vários extras pela Square Enix com a adição de Final Mix ao título (como ocorreu com o jogo).
A história do mangá é praticamente a mesma, diferindo somente em algumas partes ao longo da história, algumas vezes contando coisas antes ou depois do determinado no jogo, ou até cenas inéditas que nem aparecem no jogo. A versão original do mangá possui 4 volumes, enquanto que a versão "Final Mix" possui 3.